# Simone Raineri
Simone Raineri (Casalmaggiore, 7 februari 1977) is een Italiaans voormalig roeier. Tijdens de wereldkampioenschappen roeien 1998 maakte Galtarossa zijn debuut met een vijfde plaats in de acht. Op de Olympische Zomerspelen 2000 maakte Galtarossa zijn Olympisch debuut met een gouden medaille in de dubbel-vier. In de twee daarop volgende jaren won Galtarossa een bronzen medaille tijdens de wereldkampioenschappen roeien 2001 en 2002. Bij de Olympische Zomerspelen 2004 behaalde Galtarossa de tiende plaats in de dubbel-vier. Vier jaar later won Galtarossa zijn tweede Olympische medaille in de dubbelvier namelijk de zilveren medaille tijdens de Olympische Zomerspelen 2008. Twee jaar later haalde Galtarossa voor de laatste maal een medaille op een mondiaal toernooi, ditmaal was het de zilveren medaille tijdens de wereldkampioenschappen roeien 2010 in de dubbel-vier. Galtarossa nam deel aan de Olympische Zomerspelen 2012 en behaalde een elfde plaats in de dubbel-vier.

## Resultaten
- Wereldkampioenschappen roeien 1998 in Keulen 5e in de acht
- Wereldkampioenschappen roeien 1999 in St. Catharines 10e in de dubbel-twee
- Olympische Zomerspelen 2000 in Sydney  in de dubbel-vier
- Wereldkampioenschappen roeien 2001 in Luzern  in de dubbel-vier
- Wereldkampioenschappen roeien 2002 in Sevilla  in de dubbel-vier
- Wereldkampioenschappen roeien 2003 in Milaan 6e in de dubbel-twee
- Olympische Zomerspelen 2004 in Athene 10e in de dubbel-vier
- Wereldkampioenschappen roeien 2005 in Kaizu 5e in de vier-met-stuurman
- Wereldkampioenschappen roeien 2006 in Eton 4e in de dubbel-vier
- Wereldkampioenschappen roeien 2007 in München 4e in de dubbel-vier
- Olympische Zomerspelen 2008 in Peking  in de dubbel-vier
- Wereldkampioenschappen roeien 2009 in Poznań 6e in de dubbel-vier
- Wereldkampioenschappen roeien 2010 in Cambridge  in de dubbel-vier
- Wereldkampioenschappen roeien 2011 in Bled 11e in de dubbel-twee
- Olympische Zomerspelen 2012 in Londen 11e in de dubbel-vier
- Wereldkampioenschappen roeien 2014 in Amsterdam 16e in de dubbel-vier

1976: Wolfgang Güldenpfennig & Rüdiger Reiche & Karl-Heinz Bußert & Michael Wolfgramm ·
1980: Frank Dundr & Carsten Bunk & Uwe Heppner & Martin Winter ·
1984: Albert Hedderich & Raimund Hörmann & Dieter Wiedenmann & Michael Dürsch ·
1988: Agostino Abbagnale & Davide Tizzano & Gianluca Farina & Piero Poli ·
1992: André Willms & Hajek & Steinbach & Stephan Volkert] ·
1996: André Steiner & Stephan Volkert & Andreas Hajek & André Willms ·
2000: Agostino Abbagnale & Alessio Sartori & Rossano Galtarossa & Simone Raineri ·
2004: Nikolai Spinev & Igor Kravtsov & Aleksei Svirin & Sergej Fedorovstev ·
2008: Michał Jeliński & Marek Kolbowicz & Adam Korol & Konrad Wasielewski ·
2012: Karl Schulze & Philipp Wende & Lauritz Schoof & Tim Grohmann ·
2016: Karl Schulze & Philipp Wende & Lauritz Schoof & Hans Gruhne ·
2020: Dirk Uittenbogaard & Abe Wiersma & Tone Wieten & Koen Metsemakers ·
2024: Koen Metsemakers & Tone Wieten & Finn Florijn & Lennart van Lierop